# Списак владара Пољске
Ово је списак пољских владара од Мјешка I Пјаста до 1815. године.
За владаре пре Мјешка видети списак легендарних владара Пољске.
За владаре после 1815. видети Списак руских императора, јер су руски цареви носили титулу владара Пољске, а за после 1918. Списак председника Пољске.

## Краљевина Пољска (960—1569)
| Династија                      | Владар                                                | Раздобље  | Напомене | Слика                   |
| ------------------------------ | ----------------------------------------------------- | --------- | --- | ----------------------- |
| Пјастови                       | Мјешко I Пјаст (Mieszko I)                            | 960—992   | Мјешко (Мјечислав) је био први познати пољски владар. Он је ујединио Пољске земље ујединио Пољске замље, увео хришћанство у Пољску, отворио прву познату пољску бискупију у Познању и одбранио ју је од немачких напада, али је и признао немачку врховну власт. | Мјешко I Пјаст          |
| Пјастови                       | Болеслав Храбри (Bolesław I Chrobry)                  | 992—1025  | Син Мјешка и Дубравке од Бохемије; - Био је јако крупан, тежак и мудар; - Неуспех у покрштавању Пруса; - Гњезно постаје надбискупија; - Војвода Бохемије (1003—1004); - Од 1025., први краљ Пољске; - Проширио територију Пољске на: Шлеску, Померанију, Малопољску, Моравску, Словачку, Лужице и источну Галицију. | Болеслав Храбри         |
| Пјастови                       | Мјешко II Пјаст (Mieszko II Lambert)                  | 1025—1031 | Син Болеслава Храброг и Емнилде од Лужица; - Носио титулу краља Пољске; - Био је племенит и смео витез, а највише од свега волео је витешке турнире. Он је такође био омрзнут од стране суседа, а то је био резултат зависти, он је хтео бити као свој отац, али се није истакао као отац, нити по моралу, нити новцу; - 1028. и 1030. је опустошио Саксонију; - 1031. свргнуо га кијевски кнез у савезу са Немачком и Бохемијом. | Мјешко Ламберт          |
| Пјастови                       | Безприм Пјаст (Bezprym)                               | 1031.     | Најстарији син Болеслава Храброг и Јудите Угарске; - 1031. кијевски кнез га довео на власт; - Послао је краљевске знакове краљу Римљана тј. немачком краљу; - Носио је титулу војводе (кнеза); - Нове побуне сељака против феудализације; - Био је насилан; - Убијен је од сопствених присталица, који су гајили гнев према њему, због тиранства. | Безприм                 |
| Пјастови                       | Мјешко II Пјаст, друга владавина                      | 1031—1034 | Син Болеслава Храброг и Емнилде од Лужица; - 1031. повратио власт у једној области и потом постепено освајао друге; - Владао је с титулом војводе (кнеза); - Изгубио је: Највећи део Лужица, источну Галицју и Словачку. | Мјешко Ламберт          |
| Пјастови                       | Казимир I Пјаст (Kazimierz I Odnowiciel)              | 1034—1058 | Син Мјешка Ламберта и Риксе Лотарангијшке; - Он је био висок човек, физички развијен и згодан, са дугом брадом и дугом косом и то запуштеном; - Био је, до краја живота, посвећен обнови земље, и зато је добио надимак Обновитељ; - Владао је с титулом војводе (кнеза); - Нове побуне сељака против феудализације; - Освојио је Мазовију, Шлеску и Померанију; - Крунисање за пољског краља су му спречили непријатељи. | Казимир Обнављач        |
| Пјастови                       | Болеслав II Смели (Bolesław II Szczodry)              | 1058—1079 | Син Казимира Обновитеља и Марије Доброњеге; - Веровао је да без великодушнисти нема слободе и када човек има све треба дати оном који нема ништа; - Нове побуне сељака против феудализације; - Обновио је моћ пољске; - Од 1076. краљ Пољске; - 1079. га је незадовољно племство свргнуло са престола; | Болеслав Смели          |
| Пјастови                       | Владислав I Херман (Wladyslaw I Herman)               | 1079—1102 | Син Казимира Обновитеља и Марије Доброњеге; - Нога му је била оболела, бог чега је био не покретан; - Довели га на власт побуњени племићи; - Владао је с титулом војводе (кнеза); - Развијао је добре односе са Бохемијом и Светим римском царством; - Био је вазал Светог римског царства; - 1085. пристао да кнез Бохемије носи титулу краља Пољске; - Смирио је побуне племића; - За време Владислављеве старости стварну власт вршио је тиранин Сецех, због кога избија побуна у Шлеској; - Досељавао је Јевреје; - 1098. се морао одрећи Сецеха сбог опозиције синова. | Владислав Херман        |
| Пјастови                       | Збигњев Пјаст (Zbigniew)                              | 1102—1107 | Син Владислава Хермана; - Био је човек прилично скроман и једноставан; - Владао је у Великопољској, Кујавији и Мазовији, с титулом војводе (кнеза); - Борио се око престола с братом; - Ослањао се на Бохемију; - до 1106 остала му је само Мазовија; - 1107. је изгубио је Мазовију; | Збигњев                 |
| Пјастови                       | Болеслав III Пјаст (Bolesław III Krzywousty)          | 1107—1138 | Син Владислава Хермана; - Био је једноставан; - Имао је крива уста, али трудио се да их држи правилно; - Владао је с титулом војводе (кнеза); - Борио се око престола с братом; - Ослањао се на Кијевску Русију; - 1107. је збацио брата; - Борио се са Светим римским царством и Бохемијом; - Године 1109. је победио Свето римско царство, а брата ослепео; - до 1022. године покрстио је Померанију; - настојао је очувати надбискупију Гњезно; - на самрти је поделио пољску међу синвима. | Болеслав Кривоусти      |
| Пјастови                       | Владислав II Пјаст (Wladyslaw)                        | 1138—1146 | Син Болслава Кривоустог и Збиславе Сватополковне; - Био је горд; - Отац му је доделио Шлезију; - Наследио је оца на престолу и тако добио Краков; - Владао је с титулом војводе (кнеза); - Борио се око престола с браћом; - Подржавало га је Свето римско царство; - Дао је велике привилегије племићима и тиме ослабио централну власт; - Већи део владавине проводио је задовољан, у наручју своје супруге, која је имала велик утицај на њега, па је он, по њеном налогу убијао људе; - 1146. Краков је освојио његов брат Болеслав IV Пјаст; - Немци су успели да Владиславу поврате Шлезију. | Владислав Изганиник     |
| Пјастови                       | Болеслав IV Пјаст (Boleslaw IV Kedzierzawy)           | 1146—1173 | Син Болслава Кривоустог и Саломеје фон Берг-Шелкинген; - Отац му је доделио Кујавију и Мазовију; - Борио се око престола с браћом; - 1146. је освојио Краков и прогнао Владислава; - Владао је с титулом војводе (кнеза); - Одбио је да призна Фридриха Барбаросу за краља Римљана, тј. краља Немачке. - августа 1157. Фридрих га је (због горе наведеног) напао и Болеслав је био приморан да да Владиславу Шлезију и да призна врховну власт Светог римског царства; - Водио је мирољубиву политику. | Болеслав Коврџави       |
| Пјастови                       | Мјешко III Пјаст (Mieszko III Stary)                  | 1173—1177 | Син Болслава Кривоустог и Саломеје фон Берг-Шелкинген; - Отац му је доделио Померанију; - После очеве смрти 1138. је освојио Великопољску; - Борио се око престола с браћом; - 1173. је наследио свог брата у Кракову, Мазовији и Кујавској; - Владао је с титулом војводе (кнеза); - У савезу са Русима је ратовао против Казимира и побеђивао га је; - Јача утицај Светог римског царства у Пољској, они оснивају градове и села и подстичу привредни развитак; - Малопољска се насељава Немцима; - Био је презадовољан са својим поседима; - Водио је мирољудиву политику са суседима. | Мјешко Стари            |
| Пјастови                       | Казимир II Пјаст (Kazimierz II Sprawiedliwy)          | 1177—1190 | Син Болслава Кривоустог и Саломеје фон Берг-Шелкинген; - Био је племенит, пријатног изгледа, витак, висок, достојанствен, скроман, елегантан и разуман; - Отац му није доделио ништа, али је свог брата Хенрика наследио у Сандомјежу; - 1177. је освојио Краков; - Владао је с титулом војводе (кнеза); - Борио се око престола с браћом; - 1186. је свом нећаку Лешку отео Кујавију и Мазовију; - Ујединио је целу Малопољску; - 12. јуна 1189. сву имовину је поклонио цркви Светог Вацлава у Кракову; - Уживао је поштовање целог народа. - Јача утицај Светог римског царства у Пољској, они оснивају градове и села и подстичу привредни развитак; - Малопољска се насељава Немцима. | Казимир Праведни        |
| Пјастови                       | Мјешко III Пјаст, друга владавина                     | 1190.     | Син Болеслава Кривоустог и Саломеје фон Берг-Шелкинген; - Збацио је брата с власти, али није се дуго одржао на војводском (кнежевском) месту, јер га је брат свргнуо. | Мјешко Стари            |
| Пјастови                       | Казимир II Пјаст, друга владавина                     | 1190—1194 | Син Болеслава Кривоустог и Саломеје фон Берг-Шелкинген. - Владао је с титулом војводе (кнеза); - Јача утицај Светог римског царства у Пољској, они оснивају градове и села и подстичу привредни развитак; - Малопољска се насељава Немцима; | Казимир Праведни        |
| Пјастови                       | Лешко I Пјаст (Leszek Biały)                          | 1194—1202 | Син Казимира Праведног и Јелене Зноемске; - Још као дечак био је јако мудар и искусан у лову. Због теликих борилачких вештина је волео витештво. - Владао је с титулом војводе (кнеза); - Борио се за престо са Владиславом Лаконогим и Мјешком; - (1198-1202) - Мјешко је владао заједно са њим и то је имао положај Лешковог регента, због тога што је Лешку дао Кујавску; - 1201. - Мјешко га је збацио, али он се исте године вратио на власт; - 1202. - Лешко се, због смрти Мјешка, крунисао за војводу (кнеза) Пољске; - 1202. - Владислав га је свргнуо; | Лешко Бели              |
| Пјастови                       | Владислав III Пјаст (Władisław III Laskonogy)         | 1202.     | Син Мјешка Старог; - Био је приступачан, тако милостив, очаравајући и леп; - Био је скроман и хуман; - После очеве смрти поделио је Пољску са Лешком Белим и добио је Великопољску и краковски барони су га позвали против Лешка па је привремено окупирао Малопољску, али Лешко се вратио на власт после његовог повлачења. - Владао је с титулом војводе (кнеза); - Склопио је савез са Лешковим братом, Хенриком Брадатим и са Данским краљем. | Владислав Лаконоги      |
| Пјастови                       | Лешко I Пјаст, друга владавина                        | 1202—1210 | Син Казимира Праведног и Јелене Зноемске; - Владао је с титулом војводе (кнеза); - Битка код Завихоста 1205; пораз од стране кијевског кнеза Романа Мстиславича, који осваја већи део Пољске; - 1207. постао је вазал папе, који га је чувао од немачке најезде. | Лешко Бели              |
| Пјастови                       | Мјешко IV Пјаст (Mieszko IV Plątonogi)                | 1210—1211 | Син Владислава II и Јелене Зноемске; - 9. јуна 1210. папа му је прознао права за пољски престо и он је тада био у стању освојити Краков и освојио га је; - Владао је с титулом војводе (кнеза). | Мјешко Плутоноги        |
| Пјастови                       | Лешко I Пјаст, трећа владавина                        | 1211—1227 | Син Казимира Праведног и Јелене Зноемске; - Владао је с титулом војводе (кнеза); - Рат са Угарском око источне Галиције, али њу је 1214. освојио Данило Мстиславич, кијевски кнез; - Пољска се проширила на исток; - 1227. убијен је на пољском државном сабору у Гонсави | Лешко Бели              |
| Пјастови                       | Владислав III Пјаст, друга владавина                  | 1228.     | Син Мјешка Старог; - Успешна побуна против њега у Великопољској; - 5. маја 1228. уговор из Калиша; Владислав абдицира у корист Лешковог сина. | Владислав Лаконоги      |
| Пјастови                       | Конрад Пјаст (Konrad I Mazowiecki)                    | 1228—1238 | Син Казимира Праведног и Јелене Зноемске; - Био је окорели покварењак и зликовац; - Отац му је оставио Мазовију; - Био је претендент за пољски престо; - Владао је с титулом војводе (кнеза); - Ратови против Шлезије (1228—1229.), (1231—1232.), (1233), (1234) и (1235); - Доба феудалне анархије у Пољској; - 1230., реформе; уведен је у оптицај нов новац; - октобар 1231. Опсада Стене; Конрадов пораз у експедицији према Кракову; - јесен 1232. Опсада Сандомјежа; Конрадов пораз и пад Мазовије, под Хенрикову и Болеслављеву власт; - 31. октобра 1232. Конрад признаје Болеслава за свог вадара и Болеслав му враћа мазовију и поједине делове Сандомјежа. | Конрад Мазовски         |
| Пјастови                       | Болеслав V Пјаст (Bolesław V Wstydliwy)               | 1228—1238 | Син Лешка Белог и Гремиславе од Луцка; - Пошто је био малолетан, регент му је био стриц Хенрик Брадати, са другим рођацима; - Владао је с титулом војводе (кнеза); - Некако је успео Конраду Мазовском отети Сандомјеж; - Сандомјеж му је био сопствено лено; - Стално га је у Сандомјежу нападао Конрад Мазовски; - У ратовима против Великопољске је успео добити неколико замкова; - 1230., реформе; уведен је у оптицај нов новац; - Јача утицај Светог римског царства у Пољској, они оснивају градове и села и подстичу привредни развитак; - Малопољска се насељава Немцима; - Власт му је отео Хенриков син, Хенрик Побожни. | Млади Болеслав Стидљиви |
| Пјастови                       | Хенрик I Пјаст (Henryk Brodaty)                       | 1228—1238 | Син Казимира Праведног и Јелене Зноемске; - Он је добио надимак Хенрик Брадати због тога, јер је на подстицање своје супруге Свете Јадвиге, напустио живот у раскоши; Пустио је браду и напустио је живот у раскоши; почео је да носи вунену одећу, а не блиставу одећу од злата; - Био је скроман; - Отац му је оставио Шлезију; - Био је регент малолетног Болеслава, али вршио је све владарске функције; - Владао је с титулом војводе (кнеза); - Ратови против Мазовије (1228—1229.), (1231—1232.), (1233), (1234) и (1235); - Ратови против Великопољске (1231—1234.), (1235) и (1237—1238.); - 1230., реформе; уведен је у оптицај нов новац; - Јача утицај Светог римског царства у Пољској, они оснивају градове и села и подстичу привредни развитак; - Малопољска се насељава Немцима. | Хенрик Брадати          |
| Пјастови                       | Хенрик II Пјаст (Henryk II Pobożny)                   | 1228—1238 | Син Казимира Праведног и Јелене Зноемске; - Хенрик је био човек посвећен Богу (по томе назван Побожни), био је доброчинитељ и као храбри и одани Хрстосов војник је храбро пркосио Татарима и од Татарске руке је и погинуо; - Наследио је престо од оца занемарујући малолетног Болеслава; - Владао је Шлезијом, Пољском и Малопољском; - Владао је с титулом војводе (кнеза); - Развијао је добре односе са својим племићима, осим са Болеславом, који је прогласио одцепљење Сандомјежа; - Рат против Светог римског царства (1238—1239) и тиме је заустављен продор Немаца у Пољску на дуже време; - (13. фебруара - 9. априла) 1241. Нејзда Монгола (Татара); - Монголско пљачкање и освајање Малопољске; - Битка код Легнице (9. априла); Хенрикова погибија. | Хенрик Побожни          |
| Пјастови                       | Болеслав V Пјаст                                      | 1238—1243 | Син Лешка Белог и Гремиславе од Луцка; - Владао је само у Сандомјежу; - Владао је с титулом војводе (кнеза); - Због његове малолетности регент му је био Климент од Рушче; - Рат против Конрада Мазовског (1239); - (13. фебруара - 9. априла) 1241. Монголска (Татарска) најезда; - Болеслав у на самом почетку године бежи из Сандомјежа у Краков; - 13. фебруара пад Сандомјежа; - 18/28. марта Болеслав је, са својом мајком и супругом, побегао у Угарску, своме тасту, али када је сазнао да ни у Угарској због Монголских насртаја није безбедно побегао је у Моравску; - 1242. је онбовио своју независну власт у Сандомјежу уз помоћ Климента од Рушче; - Склопио је мир са Конрадом. | Млади Болеслав Стидљиви |
| Пјастови                       | Конрад Пјаст, друга владавина                         | 1241—1243 | Син Казимира Праведног и Јелене Зноемске; - 10. јула 1241. Конрад је подигао велику војску и уз подршку деце је са њом освојио, од Монгола, Краков; - Владао је с титулом војводе (кнеза); - 29. јуна 1242. покољ оних куји нису хтели да буду Конрадови поданици; - Опадање централне власти; - Пољаци примају немачки језик као званични; - Рат (у савезу са Тевтонским витезовима и Великопољском) против Гдањска (1242—1243); Конрад осваја Сартовицу (4. децембра 1242), Визогрод (децембра 1242) и Накло (јенуара 1243); - Почетком 1243. Конрад ј на наговарање Ополе, Познања, Литванаца и Монгола објавио рат Болеславу; - Битка код Суходоља (25. маја 1243); Климент од Рушче је је уништио Конрадову војску И Конрад напушта земљу. | Конрад Мазовски         |
| Пјастови                       | Болеслав V Пјаст, друга владавина                     | 1243—1279 | Син Лешка Белог и Гремиславе од Луцка; - После победе код Суходоља освојио је Краков; - Владао је с титулом војводе (кнеза); - 1246. државни удар Конрада Мазовског; - Експедиција против Татара (1248—1249.); - 1251. откривена је со у близини Бохње; - Експедиције против Бохемије (1253) и (1260); - Давање привилегија свештенству (1252—1258); - Више не јача утицај Светог римског царства у Пољској, али Болеслав Светом римском царству поклања неке градове; - Слабљење централне власти; - Експедиција против Ленчице (1259); - (30. новембра 1259 - 12. фебруара 1260) Друга Монголска (Татарска) најезда; - 30. новембра 1259. Монголи пљачкају Завихост и Битом; - 2. новембра 1260. Пад Сандомјежа; Монголи извршили покољ 48 Доминиканаца у цркви Светог Јакова; - Болеслав бежи у Угарску; - 12. фебруара паљење и пљачкање Кракова; војводин (кнежев) замак је одбрањен; - јуна 1260. освета над Татарима; - Битка код Кракова (14. јуна 1260); погибија татарског намесника у пољској, Комата; - 1265. инвазија Литванаца и Русина; - Битка код Варта (19. јуна 1266); поражен е русински кнез Шварно; - 1271. побуна против Болеслава, с циљем да Владислава Ополског доведу на власт; - Битка код Богуцина (2. јуна 1271); пораз Владислављеве војске тј. кукавичке руље - 1273. Болеслављева освета над Владиславаом - Пљачкање Владислављевих области; - 1274. мир са Ополом; - 1277. мир са Бохемијом.   | Болеслав Стидљиви       |
| Пјастови                       | Лешко II Пјаст (Leszek II Czarny)                     | 1279—1288 | Унук Конрада Мазовског и усвојени син Болеслава Стидљивог; - Био је вољен и цењен од својих поданика; - Придржавао се пољских обичаја; - Владао је с титулом војводе (кнеза); - 1280. побуна племића Лава Данијеловича, уз помоћ Монгола; - 1282. напади су одбијени, а побуна угушена; - Честе провале Литванаца; - 1282. сукоб с црквом; - 1285. упад Вроцлавског господара у Малопољску; - Јанош и Отон Старзов су незадовољни Лешковом владавином (посебно због Вроцлавског упада) дижу против Лешка целу земљу; - Битка код Бохње (3. маја 1285); Лешкова победа над побуњеницима, који се смирују; - 1286. измирење са црквом; - (7. децембра 1287 - крајем јануара 1288) трећа Монголска (татарска) инвазија на Пољску; - Опсада Сандомјежа (децембра 1287); потпун русински пораз; - Битка код Лагува (Битка за Лујса гору) (децембра 1287); потпун татарски пораз; - Битка код Кјелце (20. децембра 1287); пораз татарских трупа, које напуштају Малопољску; - Опсада Кракова (24. децембра 1287); пораз нових татарских одреда; - Побуна у Кракову (1288); побуњеници опљачкали град; - Битка код Старог Сонча (јануар 1288); пораз татарских одреда; - Татарска пљачка региона Подхале (јануар 1288); - Татарска пљачка Подолињеца (јануар 1288); - Битка код Црног Дунајеца (јануар 1288); пораз татарских одреда, који потом напуштају Пољску; - Неуспешни рат против племића Конрада Черског (прва половина 1288). | Лешко Црни              |
| Пјастови                       | Хенрик IV Пјаст (Henryk IV Prawy)                     | 1288—1290 | Унук Хенрика Побожног; - 1288. дошао је на власт без подршке цркве, која је хтела да на престо доведе Болеслава Плоцког; - Владао је с титулом војводе (кнеза); - Људи су му завидели због наслеђивања целог војводства Вроцлава и куповине неких подручја; - Честе провале Русина; - Водио је ратове са племићима и узурпаторима, за обнову централне власти; - У тим борбама је изгубио власт у Кракову, али се вратио на власт августа 1288., иако никад није успео да обнови власт у Сандомјежу; - Сукоб са црквом, пошто је подржавала његове непријатеље; - Јача утицај Светог римског царства у Пољској, они оснивају градове и села и подстичу привредни развитак; - Малопољска се насељава Немцима; - На самрти је поделио земљу рођацима. | Хенрик Прави            |
| Пјастови                       | Пшемисл II Пјаст (Przemysł II)                        | 1290—1291 | Чукун унук Мјешка Старог; - Он је био човек, чији га пољски народ кроз све генерације и векове треба хвалити. Он је проширио своје краљевске поседе и ојачао је централну власт; - 25. јула 1290. Пшемисл је умарширао у Краков; - Владао је с титулом војводе (кнеза); - 12. септембра Пшемисл напушта Краков и предаје знакове власти, али је наставио владати у Кракову; - у јесен је постао престолонаследник Великопољске; - 15. новембра Пшемисл предаје Бохемији све своје поседе осим Кракова - 6. или 7. јануара 1291. Пшемисл је предао и Краков Бохемији, али је наставио носити ту титулу. | Пшемисл Пољски          |
| Пшемисловићи                   | Вацлав II Пшемисл (Wacław II Przemyślida)             | 1291—1305 | Зет Пшемисла Пјаста; - Овај чувени краљ је волео и поштовао свештенство, финансиран је од стране манастира и штитио их је; - Пољаци су га прихватили за краља јер су мислили да ће се уз Бохемијску помоћ лакше одупрати Немцима; - 1295. је почео губити територију Пољске; - 1296. обновио је своју власт; - Од 1300. краљ Пољске; - Јача утицај Светог римског царства у Пољској, они оснивају градове и села и подстичу привредни развитак; - Малопољска се насељава Немцима. | Вацлав I, краљ Пољске   |
| Пјастови                       | Пшемисл II Пјаст, друга владавина                     | 1295—1296 | Чукун унук Мјешка Старог; - 26. јула 1295. - крунисао се за пољског краља у Гњезну; - 8. фебруара 1296. - убили су га Вацлавови људи. | Пшемисл Пољски          |
| Пшемисловићи                   | Вацлав III Пшемисл (Wacław III Przemyślida)           | 1305—1306 | Син Вацлава II и Јудите Хабзбуршке; - Упустио се у пијанчење; - Носио је титулу краља Пољске; - Пољаци су га прихватили за краља јер су мислили да ће се уз Бохемијску помоћ лакше одупрати Немцима; - 1306. је хтео да учини Пољску својим наследном земљом, па ју је напао и погинуо; | Вацлав II, краљ Пољске  |
| Пјастови                       | Владислав I Пјаст (Władysław Łokietek)                | 1306—1333 | Унук Конрада Мазовског; - Био је храбар, уман, витак, мишићав вредан човек. Од младости до старости, иако исцрпљен, задржао је снагу ума и тела. Није могао наћи ниједног пристојног витеза подједнако високог; - Награђивао је инталигентне, ниске људе; - Отац му је оставио Брест-Кујавску; - Био је један од вођа пољског савеза против страног утицаја; - Постао је војвода (кнез) Сјерадза 1288., а касније владар Мазовије и Шлезије; - После 1306. освојио је Сандомјеж, Краков и Померанију; - 1308. избила је побуна племића, подстицана од Немаца и уз помоћ Тевтонског реда побуна је угушена, али Владислав им није дао оно што су тражили па су они напали Померанију; Владислав их на крају побеђује уз помоћ Угарске и Литваније (1328); - После смрти Хенрика Глоговског 1310. својио је Великопољску; - 1311. је избила Краковска побуна, подстицана од Светог римског царства, која је брутално угушена; - 1319. се крунисао за краља Пољске; - Овим ратовима, Владислав је ујединио Малопољску са Великопољском, и тиме је постигнуто коначно уједињење Пољске. | Владислав Ниски         |
| Пјастови                       | Казимир III (Kazimierz III Wielki)                    | 1333—1370 | Унук Конрада Мазовског; - Био је висок, дебео, озбиљног лица, косе, густе и коврџаве и с дугом брадом. Волео је празнике; пријатељски настројен, разуман, пажљив, добар, славан и приступачан; - Носио титулу краља Пољске, који му народ није признавао, него признавао за краља Кракова; - 1335. се одрекао Шлеске; - Богатство и просперитет Пољске; - Мировни споразуми: са Угарском 1334., са Бохемијом 1336. и Тевтонским редом 1343.; - Раст економије; - 1347. законик: Статути Казимира Великог; - Потврдио је привилегије Јеврејима и ограничио је њихове каматне стопе на 8%; - 1355. за свог наседника је прогласио угарског краља Лајоша; - Племство више не мора да плаћа експедиције ван Пољске; - 1364. основао универзитет у Кракову; - Саградио је бројне замкове и реформисао војску. - Освојио је Галицију-Волинију; | Казимир Велики          |
| Анжујци                        | Лајош I Анжујски (Ludwik Wielki Wegierski)            | 1370—1382 | Сестрић Казимира Великог и унук по мајци Владислава Ниског; - Он је био резвијен човек, са охолим очима, коврџаве косе и браде, са светлим лицем, великим уснама и благо погрбљеним раменима; - Био је једини Угарско-пољски краљ; владао подручјима од Висле до Јадранског мора; - 1377. - после неколико пораза, побеђује Литванце и осваја Подолију; - Најмоћнији владар Европе свог времена; Угарска на врхунцу моћи; - Племство незадовољно због владавине странаца; | Лајош Велики            |
| Анжујци                        | Јадвига Пољска (Jadwiga)                              | 1382—1399 | Кћерка Лајоша и Јелисавете Котроманић; - Лице јој је било веома лепо, али лепши су били њени манири и врлине; - После дугих преговора и грађанског рата у Великопоској на Пољски престо 1383. долази Лајошева кћерка Јадвига: распад уније између Литваније и Пољске; Галиција-Волинија остаје у Угарским рукама; - 1384. - крунисање у Кракову за краљицу Пољске; - мај 1385. - удаја за Владислава Јагела, великог кнеза Литваније; - Имала је мало удела у правој власти, али је била дипломатски ангажована; - Рат против Угарске (1387): повратак Галиције-Волиније; - Превела је многе књиге са латинског на пољски; - Основала је много болница; - Основала је бискупију у Вилњусу; - Краковски универзитет у чат Јадвиге и њеног супруга мења име у Јаглелонски универзитет. - 22. јуна 1399. - смрт од компликација на порођају; проглашена је светитељком. | Јадвига                 |
| Персонална унија са Литванијом |                                                       |           | |                         |
| Јагелонци                      | Владислав II Јагелонац (Władysław II Jagiełło)        | 1385—1434 | Супруг Јадвиге Пољске; - Младост му је била несрећна; - Био је мршав, благо сужаване браде. Глава му је била мала, скоро је био протпуно ћелав, имао је црн мале очи, велике уши, дубоки глас, говорио је брзо, имао је и дуг и танак врат; - мај 1385. венчање са Јадвигом Пољском, његово примање католицизма (при крштењу његово име, Јогаила Алгирдаитис је промењено у Вадислав Јагело) и крунисање за пољског краља; - Тада само племство у Литванији прима католицизам, Тевтонски ред више нема право да напада Литванију под изговором крсташког рата; - 1398. - нови тевтонски напад: Пољаци и Литванци су неспремни, а Јагелов рођак Витолд заједно са тевтонцима, покушава да отме власт у Литванији, али Владислав потписује Островски споразум, којим Витолду даје власт над Литванијом, а он наставља да буде краљ Пољско-Литванске уније - 1399. - смрт Јадвиге: Владислав нема права да је наследи, али нема никаквих претендената, па наставља да влада до 1434: - Рат против Тевтонске државе; - 1409. - успешна тевтонска инвазија против Пољске; - 1409. - Пољаци су их одбили и освојили Бамберг; - 1409. - склопљен привремени мир; - 15. јул 1410. - Битка код Гринвалда: уклањање тевтонске опасности, чији ред се више никад није усудио окренути се против Пољске; - Постао витез Змај. | Владислав Јагело        |
| Јагелонци                      | Владислав III Јагелонац (Władysław III Jagiellończyk) | 1434—1444 | Син Владислава Јагела и Софије Халшанске; - Био је леп; имао је црну косу и црне очи; - 25. јула 1434. - Владислављево крунисање: било је прекинуто од непријатељски настројених племића; - Његова пуна титула гласила је: Владислав, милошћу Божјом краљ Пољске, Угарске, Хрватске, Сандомјежа, Кракова, Сјерадза, Ленчице, Кујавије, велики кнез Литве, господар Помераније и Рутеније; - За време његове малолетности регент му је био краковски бискуп и кардинал Збигњев Олесницки, мајка и други саветници; - Збигњев је злоупотребљавао свој положај, тако што се мешао у државне послове, које Владислав није редио; и тиме прекршио споразум, који је Владислав потписао са племићима; - 1438. - парламент је Владислава прогласио пунолетним, али сплетке су се наставиле; - 1440. - Владислав се уз помоћ папе бори за угарску круну; - Владислав крунисан за угарског краља Владислава I; - 1442. - победа у рату за круну Светог Стефана; - Негодовање пољских племића, због нове персоналне уније са Угарском,; због које Владислав занемарује Пољску; - 1443—1444. Варнински крсташки рат; - 10. новембар 1444. Битка код Варне: Владислав гине. | Владислав Варненчик     |
| Јагелонци                      | Казимир IV (Kazimierz IV Jagiellończyk)               | 1444—1492 | Син Владислава Јагела и Софије Халшанске; - Био је висок растом; био је ћелав, као његов отац; био је мршав; од раног детињства до старости, волео је лов; - 1440 - на позив литванских племића преузео је власт у Литванији; - За време његове малолетности, истинску власт су држали племићи; - 1445. - изабран је за краља Пољске; - 25. јуна 1447. - постао је краљ Пољске; - 1454. - Отишао је у рат против Тевтонског реда и победио га је и освојио Пруску; - 1457. - претендент за угарско-бохмијски престо. | Казимир IV              |
| Јагелонци                      | Јан I Олбрахт (Jan I Olbracht)                        | 1492—1501 | Син Казимира Јагела и Елизабете Хабзбуршке; - Био је висок, с очима боје лешника, имао је љутуто лице. Кошчат и јак; груди руке и ноге су му биле дебље, имао је ретку косу на глави, коју је покривао капом. Имао је брзе рефлексе, најчешће у мачевању. Волео је борбу; - Његова пуна титула гласила је: Са милошћу Божјом, краљ Пољске, Кракова, Сандомјежа, Сјерадза, Ленчице, Кујавске, велики кнез Литваније, господар и наследник Русије, Пруске, Хелмна, Елбага и Помераније; - Није владао у Литванији; - Био је образован; - Покушавао је да ојача моћ монарха у Пољској, али је све то било узалудно, а привилегије племића су још више порасле; - Финансијска криза; - Борио се за интересе племића и тако није укинуо кметство; - Племство је било тако задовољно да је само финансирало поход против молдавског војводе Стефана Великог: - Намеравали су да на престо у Молдавији доведу Жигмунда Старог, Јановог брата; - Битка код Буковине: Пољаци до ногу потучени; - Кад су сазнали за тај пораз у земљу су провалили Татари и њихови врховни господари Турци; - Мир између Пољака и Татара. | Јан I                   |
| Јагелонци                      | Александар I Пољски (Aleksander I Jagiellończyk)      | 1501—1505 | Син Казимира Јагела и Елизабете Хабзбуршке; - Био је средњег раста, имао је танко лице и био је проћелав. Био је ћутљив, али је имао смисао за хумор; - Поново је ујединио Пољску са Литванијом; - Пољску су опустошили Татари; - Стефан Велики је освојио Покутију; - Московски кнез Иван III је освојио Меценск, Серпејск, Бријанск, Дорогобуж и Путивљ; - После тога Александар се окренуо ратовању са Молдавијом; - 1505. - донети нови закони тј. нови устав: ограничава се краљева моћ у корист властеле; - На самрти наредио је напад на Татаре: - Битка код Клецког, победа над Татарима. | Александар Јагелонац    |
| Јагелонци                      | Жигмунд I Пољски (Zygmunt I Stary)                    | 1506—1548 | Син Казимира Јагела и Елизабете Хабзбуршке; - Коса му је била тамна, имао је велике обрве, претеће очи, образе обојене природним руменилом; Цео став је изазвао поштовање; Био је и мудре природе; - Ра против Русије (1507—1508.) - Водио је рат против Пруске: - 1521. - Пораз Тевтонских витезова и њихово покоравање; - Татари, по наређењу Турака, у неколико наврата проваљују у Пољску; - Мир с Турцима 1525., на три године; - 1529. - освајање Мазовије; - Рефоримисао је правосуђе; - Раст економије; - Био је мецена уметности; | Жигмунд Стари           |
| Јагелонци                      | Жигмунд II Пољски (Zygmunt II August)                 | 1548—1572 | Син Жигмунда Старог и Боне Сфорца; - Коса му је била тамна, имао је велике обрве, претеће очи, образе обојене природним руменилом; Цео став је изазвао поштовање; Био је и мудре природе; - Ливонски рат (1558—1583.): - 1559. - Ливонија се ставља под Жигмундов конкордат; - 2. августа 1560. - Битка код Ермеса: Руси су потукли Ливонце; - 1560. - Пад Фелина, под Руску власт; - 1561. - Ливонија се потчињава Пољској; - 1563. - Руси освајају Полоцк, али су поражени на Ули; - Жигмунд покушава да увуче Татаре и Турке у рат против Русије, али је ту имао половични успех; - Турци нису увучени у рат, али Татари покушавају да освоје Москву и поражени су; - 1. јула 1569. - Лублинска унија: остварена реална унија између Пољске и Литваније; Литванија уступила Пољској територије данашње Украјине. | Жигмунд Август          |

## Република Пољска (1569—1795.)
| Династија                                 | Владар                                                         | Раздобље  | Напомене | Слика                       |
| ----------------------------------------- | -------------------------------------------------------------- | --------- | --- | --------------------------- |
| Реална унија са Литванијом                |                                                                |           | |                             |
| Изборна монархија - Племство бира монархе |                                                                |           | |                             |
| Династија Валоа                           | Анри III Валоа (Henryk Walezy)                                 | 1573—1574 | - Био је висок, са племенитим очима, милостив, тако лепих руку, које није имало ни један човек ни жена у Француској који презентују истовремено пуно достојанства у понашању. - 11. мај 1573. - племство га је изабрало за краља Пољске, али је он тада морао бити толерантан према протестантима; - 24. јануар 1574. - завладао је Пољском; - Ливонски рат: Руси освајају Естонију - 30. маја умро му је брат Шарл IX и он се 18. јуна потајно вратио из Пољске и преузео француски престо, а Пољаци су прогласили да је абдицирао. | Хенрик Валоа                |
| Јагелонци                                 | Ана Јагелонска (Anna Jagiellonka)                              | 1575—1586 | Кћерка Жигманда Старог и Боне Сфорца; - Била је ниска, али веома пријатна; - 1576. - удала се за Стефана Баторија, ердељског кнеза; - Ливонски рат: - 1575. - Руси освајају Балтичку луку Пернов; - 1577. - Руси освајају Естонију; - 1577. - Руска царска армија из Пскова напада јужну Ливонију и осваја: Маријенхаузен, Режицу, Даугавпилс...; - 1586. - Стефан Батори је умро и она је сишла с власти. | Ана                         |
| Династија Батори                          | Стефан Батори (Stefan I Batory)                                | 1576—1586 | Супруг Ане Јагелонске; - То је био господин велике лепоте, лица мршавог, природно руменог, имао је црну косу, и чудно бели зуби, имао је орловски нос, са којим је личио на Атилу бича Господњег.; - 1576. - на власт је дошао женидбом са Аном Јагелонском; - Брзо се учврстио на престолу уз подршку шљахте и цркве; - Ливонски рат: - 1579. - У настојању да спречи руски излазак на Балтичко море, заратио је с њом; организовао војску ослобођених кметова од 20.000 људи, поред козака и најамника; освојио је Полоцк; - 1581. - Опсада Псакова: пораз пољских трупа; - 15. јануар 1582. - мир у Јам-Запољском: Русија приморана да уступи Ливонију Пољској на 10 година; - 1586. - Стефан Батори је умро и Ана Јегелонска је сишла с власти. | Стефан Батори               |
| Династија Васа                            | Сигисмунд III Васа (Zygmunt III Waza)                          | 1587—1632 | - Био је нежења; Био је стаситог струка, великог чела, великог нос, био је стасит, али је имао дугу браду, велике, нежне очи и био је љубазан.; - 18. септембра 1587. - изабран за краља Пољске; - Био ватрен католик и борио се против протестаната; - 1592. - наслеђује шведску круну и настоји да Шведској припоји Пољску: отпор пољских магната и цркве; - Пољско-шведски рат (1600—1611): - 1604. - Сигисмунд је сишао са шведског престола; - Битка код поморске базе Пуку: Пољска победа; - 1606. - Битка код Хела: Пољска победа; - 1609. - Битка у Ришком заливу: Пољаци запалили део шведских продова; - Пољско-шведски рат (1617—1629): - 1617. - Сигисмунд објављује рат Шведској: покушава да се врати на шведски престо; - 27. октобар 1627. - Битка код Оливе: пољска победа; - 1628. - Пољска трпи низ пораза: приморана је да се повуче у луку Гдањск; - Порази у копненим биткама: мир у Алтмарку, на пољску штету. | Сигисмунд Васа              |
| Династија Васа                            | Владислав IV Васа (Władysław IV Vasa)                          | 1632—1648 | Син Сигисмунда Васе; - Имао је лепо и пријатно лице, са бледо розом кожом. Био је скроман; имао је светлу косу, очи живе, са веселим, али мирним погледом, све световности, имао је дугачак нос, и даље задржавао дечачки став, згодне удове; грациозан говор.; - Успешно је спречио да Пољска буде битније укључена у Тридесетогодишњи рат; - Честе стране инвазије: све су одбијене; - Верска толеранција; - Војне реформе; - Златно доба Пољске; - Напетости у земљи: неслагања племића; - Члан реда Златног руна. | Владислав Васа              |
| Династија Васа                            | Јан II Казимир (Jan II Kazimierz Waza)                         | 1648—1668 | Син Сигисмунда Васе; - Јан Казимир је био високог раста, сасвим лепо обликован, и био би леп, да није имао црно лице. Његове карактеристике на први поглед нису баш пријатне. Осим тога нема грациозне покрете тела, и није никакав говорник говора.; - 1648. - побуна козака; - Козаци проглашавају за свог владара руског цара; - Руско-пољски рат (1654—1657.); - Био је члан језуита; - Одметање племића; - Рат против Швеђана (1655—1660.), тј. Потоп: - Швеђани су освојили скоро целу Пољску, али нису могли да задрже св ту територију, па су се повукли; - Пољска је срављена са земљом; - 1660. - одрекао се права на шведски престо; - Швеђанима је предата Ливонија са Ригом; - 1668. - Јан Казимир је абдицирао и замонашио се у Француској. | Јан Казимир Васа            |
| Династија Вишњевецки                      | Михаил Корибут Вишњевецки (Michał Korybut Wiśniowiecki)        | 1669—1673 | - Михал није био богат и зато није могао бити добар владар. Није био ожењен, а био је и млад (са свега 28 година); Био је католик, али није имао никакво политичко искуство, и веће амбиције, дакле, безопасан за Швеђане; - 16. јуна 1669. - Михал је изабран за краља Пољске; - 29. септембра 1669. - крунисан је; - Феудална анархија у Пољско-Литванској унији - 6. октобра 1669. - постаје шпански витез Златног руна; - 12. новембар 1669. - негодовање племић, због његовог избора за краља; - 1670. - почео је враћати козаке под своју власт; - 28. новембра 1670. - побуна у Пруској: - 1671. - нове побуне козака; - 10. децембра 1671. - Турци му објављују рат: захтевају повлачење пољских трупа из Украјине и Подолије; - јун 1572. - Турци упадају у Украјину - Губитак Званца (јула) и Камјанетса (26. августа); - (20 - 29. септембра) Опсада Лавова: успешна одбрана; - Победа над Турцима под градовима: Ухриновом, Њемировом, Калухом, Комарном (септембра) и Петранком (14. октобра); - 18. октобра 1672. - мир са Турцима: Турци добијају Подолију и Украјину (од Дњепра до Дњестра); Република дужна да плаћа годишњи данак Турцима у износу од 22 000 златника - 1672. - смиривање козака; - 27. јуна 1672. државну удар незадовољника; - 6. јуна 1672. - Од папе добио титулу Бранилац вере; - 11. марта 1673. - Турци поново прете ратом: објављивање рата: - Варшава спремљена за одбрану; - Главнокомандујући пољско-литванске војске је Јан Собјески; - Јан упада у Молдавију - 11. октобра Битка код Хотина: победа пољске војске. | Михал                       |
| Династија Собјески                        | Јан III Собјески (Jan III Sobieski)                            | 1673—1695 | - Био је леп, висок, дебео у лицу, орловског носа, с очима пуним ватре,, племенит и отворен; - Стабилност Пољско-Литванке уније; - (1674—1676.) - рат с Турцима и Татарима: - Битка код Бара (1674): Пољска победа; - Битка код Лавова (1675): Пољска победа; - Битка код Теребовља (1675); - Битка код Војнилова (1675): Пољска победа; - Битка код Журавна (1676): Пољска победа; - Повратак Жоравна, Бара и Решова; - Јан добио надимак Лехистански лав; - Учвршћивање централне власти; - Војне реформе; - (1674—1676.) - рат с Турцима и Татарима: - 12. септембар 1683. - Опсада Беча (1683): Јан је победио турску царску армију и одбранио хришћанство; - 7. октобар 1683. - Прва битка код Штурова: Пољски пораз; - 9. октобар 1683. - Друга битка код Штурова: Пољска победа; - 1684. - Битка код Јазловице; - 1684. - Битка код Жвањеца; - 1684. - Битка код Јашија; - 13. септембар 1691. - Битка код Суцеаве: Пољска победа; - 6. октобар 1694. - Битка код Устечкоа: Пољска победа; - 1695. - Татарска инвазија на Републику; - 11—12. фебруар - Битка код Лавова: Пољска победа; - 6. октобар 1694. - Битка код Устечкоа: Пољска победа. | Лехистански лав             |
| Династија Ветин                           | Август II Јаки (August II Mocny)                               | 1697—1706 | - Имао је изузетно јаку физичку снагу, због чега је и добио надимке Јаки и Саксонски Херкулес. - Био је мецена уметности и архитектуре, а посебно барока; - Био је јако вешт са пиштољем; - Персонална унија између Саксоније и Пољско-Литванске уније; - Велики северни рат (1700—1721.): - Није успео повратити Ливонију; - Водио је политику неискрених савеза: био је на страни Петра Великог: цара Русије, али је закључивао и тајне споразуме са Швеђанима; - август 1706. - Швеђани су га поразили; - 24. септембар 1706. - Алтренштетски мир: Август се одрекао престола у корист Станислава Лешћинског и раскинуо савез са Русијом. | Фридрих Август              |
| Династија Лешћински                       | Станислав Лешћински (Stanisław Leszczyński)                    | 1706—1709 | Фридрих Август се одрекао престола у његову корист: - Био је дебео, средње висине, округлог лица, са великим сивим обрвама, орловским носем, са кварним зубима, поцрнелим од пушења; - Био је најмоћнији великопољски племић; - Персонална унија између Саксоније и Пољско-Литванске уније; - Био је антикраљ, јер га је на власт довео шведски краљ, а не племство, које је било верно Августу, који се одрекао престола у његову корист; - 29. октобра 1706. - Битка код Калиша: побуњено племство га је поразило уз помоћ Русије; - 1707. - склопљен тајни пакт о не нападању између козака и Станислава: козаци су враћени под пољску власт, тј. Пољаци су освојили Украјину; - 28. новембар 1708. - победило га је побуњено племство; - 8. јул 1709. - Битка код Подоле: Станислав је поражен од стране руске војске; - 19. августа 1709. - Станислав абдицира у Августову корист. | Станислав Лешћински         |
| Династија Ветин                           | Август II Јаки, друга владавина                                | 1709—1733 | - 1709. - обнављање руско-пољског савеза: Август се враћа на престо; - Политика неискрених савеза; - Под утицајем Русије распустио је део војске и ослабио централну власт; - 1717. - измирење са властелом: признат краљем од стране целог народа, али ограничена му је власт. | Фридрих Август              |
| Династија Лешћински                       | Станислав Лешћински, друга владавина                           | 1733—1734 | - 12. септембар 1733. - Станислав је изабран за краља; - 1733. - Битка код Вшчна: Пољски пораз; - Персонална унија између Саксоније и Пољско-Литванске уније; - 5. октобра 1233. - за краља је изабран Август III Ветин - децембар 1233. - Август је освојио Краков; - (јануар - 29. мај) 1234. - опсада Гдањска: Руска победа; - 16. јануара 1734. - Руси освајају Торун; - 12. мај 1734. - Руси спаљују Гдањ и Сопот; - 29. мај 1734. - Станислав бежи, прерушен у сељака, у Кенигсберг, а племство га проглашава збаченог са престола. | Станислав Лешћински         |
| Династија Ветин                           | Август III Ветин, (August III Sas)                             | 1734—1763 | Син Фридриха Августа и Кристине Еберхардине; - Гледао је људе са висине. Имао је велике обрве, широке груди и био је дебео; имао је озбиљан израз лица; - Волео је уметност и луксуз. - Уз помоћ Руса се домогао власти; - Због његове не заитересованости његове послове је обављао гроф Хајнрих фон Брухл - Није био човек створен за владара; - Признат је за краља само од стране малопољских племића; - Волео је уметност и луксуз; - (1241—1245.) - у савезу са Шпанијом, Француском и Баварском, ратовао је Светом римском царству: пораз савезника; - 1256. - рат у Пруској; где је поражена пољска војска | Август III                  |
| Династија Поњатовски                      | Станислав II Август Поњатовски, (Stanisław August Poniatowski) | 1764—1795 | - Био је средње висине, добро обликованог тела, био је искрен, пријатних и занимљивих карактеристика оштрих и одлучних. Његова кожа је била бледа, а коса му густа и дуга, а очи црне боје. Станислав није носио перику.; - Пољска под утицајем Русије и Пруске; - Русија контролише племство; - Економске реформе: поништено либерум вето; - Репнинов устав (1767): поништене све Станиславове реформе и враћене су верске слободе; - Католичка црква је устала против устава: Руско-Пољски рат (1768—1772.); - 1771. - краљ је киднапован: после пуштања он долази на страну Русије; - Прва подела Пољске: Руси, Аустријанци и Пруси освајају 30% Пољске: Станиславово протестовање; - 1773 скупштина сејм је потврдила поделу - 1791. - мајски устав: земља је реформисана: укинут је либерум вето; - Читаво племство устало је против краља: основана конфедерација из Тарговице - Русија подржава побуну; - Руско-Пољски рат 1792. - Друга подела Пољске 1793. - 1795. - Кошћушков устанак; - Коначна и трећа подела пољске; - Станислав морао да абдицира; - Пољска је постала протекторат Русије. | Станислав Август Поњатовски |

## Варшавско војводство (1807—1815.)
| Династија                                                 | Владар                                            | Раздобље  | Напомене | Слика                         |
| --------------------------------------------------------- | ------------------------------------------------- | --------- | --- | ----------------------------- |
| Држава зависна од Француске и створена због њених потреба |                                                   |           | |                               |
| Персонална унија са Саксонијом                            |                                                   |           | |                               |
| Династија Ветин                                           | Фридрих Август I од Саксоније (Fryderyk August I) | 1807—1815 | - 1807. - донесен устав - Најзначајнија особа у војводству био је француски амбасадор; - 1809. - Аустријанци улазе у Варшаву, али је она ослобођена, као и Лавов; - У војводству је, у почетку, било 40.000 војника, - У војводству је 1810. било 100.000 војника; - У војводству је 1812. било 200.000 војника; - Инфлација, због дугова које им је наметнула Француска; - 1813. - већину војводства је после француског пораза добила Русија. - 1815. - Бечки конгрес: Четврта подела пољске између Пруске, Русије и Аустрије. | Фридрих Август I од Саксоније |

## Новембарски устанак (1830—1831.)
| Владар                                                  | Раздобље  | Напомене | Слика                  |
| ------------------------------------------------------- | --------- | --- | ---------------------- |
| Побуна против руске окупације - ослобођење само Варшаве |           | |                        |
| Јозеф Хлопицки (Józef Chłopicki)                        | 1830—1831 | - Био пољски генерал; - Био Наполеонов генерал; - 1830—1831. Новембарски устанак; - 1830. - Варшава је ослобођена; - Био је врховни војни заповедник побуњеника; - Битка код Велике Дембе; - Битка код Остроленке; - мај 1831. - устанак је угушен. | Јозеф Хлопицки         |
| Михаил Гедеон Рацивил (Michał Gedeon Radziwiłł)         | 1830—1831 | - Био пољски генерал и кнез; - 1830—1831. Новембарски устанак; - 1830. - Варшава је ослобођена; - Битка код Велике Дембе; - Битка код Остроленке; - мај 1831. - устанак је угушен.                                                                  | Михаил Гедеон Рацивил  |
| Јан Жигмунд Скржинецки (Jan Zygmunt Skrzynecki)         | 1830—1831 | - Био пољски генерал; - 1830—1831. Новембарски устанак; - 1830. - Варшава је ослобођена; - Био је врховни војни заповедник побуњеника; - Битка код Велике Дембе; - Битка код Остроленке; - мај 1831. - устанак је угушен.                           | Јан Жигмунд Скржинецки |
| Хенрик Дембињски (Henryk Dembiński)                     | 1830—1831 | - Био пољски инжењер и пустолов; - 1830—1831. Новембарски устанак; - 1830. - Варшава је ослобођена; - 1831. - Успеси у Литванији: постаје дивијски генерал; - Битка код Велике Дембе; - Битка код Остроленке; - мај 1831. - устанак је угушен.      | Хенрик Дембињски       |
| Игњатије Прондзински (Ignacy Prądzyński)                | 1830—1831 | - Био пољски бригадни генерал; - 1830—1831. Новембарски устанак; - 1830. - Варшава је ослобођена; - 1831. - Успеси у Литванији: постаје дивијски генерал; - Битка код Велике Дембе; - Битка код Остроленке; - мај 1831. - устанак је угушен.        | Игњатије Прондзински   |
| Казимир Малаховски (Kazimierz Małachowski)              | 1830—1831 | - Био пољски генерал; - 1830—1831. Новембарски устанак; - 1830. - Варшава је ослобођена;; - Битка код Велике Дембе; - Битка код Остроленке; - мај 1831. - устанак је угушен.                                                                        | Казимир Малаховски     |
| Мацеј Рубински (Maciej Rybiński)                        | 1830—1831 | - 1830—1831. Новембарски устанак; - 1830. - Варшава је ослобођена; - Био је пољски шеф државе; - Битка код Велике Дембе; - Битка код Остроленке; - мај 1831. - устанак је угушен.                                                                   | Мацеј Рубински         |
| Јан Непомук Умински (Jan Nepomucen Umiński)             | 1830—1831 | - 1830—1831. Новембарски устанак; - 1830. - Варшава је ослобођена; - Био је пољски шеф државе; - Битка код Велике Дембе; - Битка код Остроленке; - мај 1831. - устанак је угушен.                                                                   | Јан Непомук Умински    |

## Галерија грбова
- Грб Казимира Праведног, Лешка Белог и Болеслава Стидљивог
- Грб Хенрика Брадатог, Хенрика Побожног и Хенрика Правог
- Грб Лешка Црног и Казимира Великог
- Грб Пшемисла II, који је касније постао грб Пољске
- Грб династије Пшемисл
- Грб Владислава Ниског
- Грб Лајоша Великог
- Грб Јадвиге Пољске
- Грб Јагелонаца
- Грб Владислава Јагела
- Грб Владислава Варненчика
- Грб Казимира Јагелонца
- Грб Александра Јагелонца
- Грб Жигмунда Августа
- Грб Хенрика Валое
- Грб Стефана Баторија
- Грб династије Васа
- Грб Михаила Корибута
- Грб Јана Собјеског
- Грб династије Ветин
- Грб Августа Јаког
- Грб Станислава Лешћинског
- Грб Августа III
- Грб Станислава Августа Поњатовског